# Alice the Fire Fighter
Alice the Fire Fighter é um curta-metragem de animação estadunidense de 1926, lançado como parte da série Alice Comedies.